# 의사소통
의사소통(意思疏通) 혹은 휴먼 커뮤니케이션(영어: human communication, anthroposemiotics)은 사람의 의사나 감정의 소통으로 '가지고 있는 생각이나 뜻이 서로 통함'이라는 의미를 지니고 있으며, 인간이 사회생활을 하기 위해서 가장 필수적으로 가지고 있어야 하는 능력이다. 상호 간 소통을 위해 사용되는 매체로는 구어(口語)와 문어(文語)는 물론 몸짓, 자세, 표정, 억양, 노래, 춤 등과 같은 비언어적 요소들까지 포함된다. 위와 같은 행동으로 의사소통이 불가능한 사람들을 위해 많은 도구와 치료법이 개발되어 있으며 일반적인 소통을 하는 데에는 거의 문제가 없다. 언어적 능력이 발달하지 않은 동물들의 경우 호르몬이나 변뇨의 냄새 또는 울음소리로 의사소통을 한다. 현대의 경우 인터넷의 발달로 직접적인 소통 외에도 네이버·다음·네이트와 같은 포털 사이트, 페이스북·트위터와 같은 소셜 네트워크 서비스로도 불특정 다수와의 의사소통을 이룰 수 있다.
의사소통에는 다음과 같은 영역이 있는 것으로 이해된다.
- 자신과의 '내재적 의사소통'
- 다른 사람과의 '인적 교류'
- 그룹 내에서의 '단체 행동'
- 조직 내에서의 '조직 내 교류'
- 문화를 초월한 '문화 간 교류'

## 의사소통
정보를 매개체로하는 발신자와 수신자간의 의사소통에서 신호(signal)는 수신자의 행동변화를 목적으로하는 수신 가능한 데이타이자 발신자의 의도를 내포한다. 그러나 신호는 의도하지 않은 정보 또는 제3의 다른 개체의 반응을 통해  비용과 이익 사이의 균형을 부과하는 특성으로 정의되는 큐(Que) 정보의 성질을 동시에 갖게된다.
신호는 형태와 무관하게 행동, 형태, 소리, 색깔등 다양하게 만들어져 전달될 수 있다.  의사소통의 필요상황으로는 '비용과 이익의 효율적인 조정'이라는 주요 원리하에서 집단형성, 충돌해결, 환경신호등의 상황이 있다.  

## 중요 인물
- 자크 데리다
- 마셜 매클루언
- 칼 로저스
- 노버트 위너

## 같이 보기
- 대화
  - 필담
- 비언어적 의사소통
- 통신
- 대중 매체
- 언론정보학
- 대인간 커뮤니케이션(영어판)
  - 잔소리 (심리)(영어판)
- 진화안정전략